# 犹太人
犹大人（羅馬化：Yehudim）， 其祖先为希伯来人，属于闪米特人的一支。以色列的《回归法》界定犹大人的身份是按母系相传为标准，凡是母亲是犹太人的，其子女都会被以色列政府承认为犹大人。然而，在实际生活中，犹大人更近似于一种民族概念。犹大人发源于西亚的迦南地。犹大人的民族、文化和宗教信仰之间具有很强的关联性，犹大教是维系全体犹大人之间认同感的传统宗教。犹太教不太欢迎外邦人皈依，虽然如此，历史上世界各地仍有部分不同肤色的族群通过皈依犹大教而成为犹大族群的一部分，而犹太人也由此从阿拉伯半岛的一个遊牧民族，发展成为遍布全球的族群。

## 名称及语源

### 中文称呼
中文中的「猶大人」，起源於希伯来語中的「יְהוּדִי‬」，古时亦称「朮忽」、「斡脱」、「尤太」等。而其宗教犹大教音译为中文的「一赐乐业教」（音近「以色列」），后来伊斯兰教传入，中国人把犹大人改称为挑筋回回、犹大教叫做刁筋教、刀筋教、挑筋教、挑景教。这个名字源于犹大教的习俗，食肉挑去其筋不食，故而得名挑筋教。
到了元明基本为音译，比如术忽、竹忽、主吾、珠赫、主容、主鹘、祝虎、祝乎德、祝虎德、朱乎得、朱呼得、诸呼得、朱浮得、术忽特等等。
「犹大”正式定名来自道光十三年（1833年），它首次出现于普鲁士传教士郭实腊于1833年开始编印的《东西洋考每月统记传》中，此书中第一次出现了「犹大国」一词。他在和马儒翰、裨治文、麦都思三位传教士一起翻译《圣经》的时候，选择了“猶”这个字。在同为汉字文化圈的日本、韩国以及越南，对犹大人的称呼亦源自「猶大」一词（如유태）。

### 西方称呼
英语中的“Jew”一词起源于中古英语的，后者来自古法语中的以及更早的，最初则可以追溯至拉丁语的。
拉丁语意为“Judaean”，即“来自Judaea地区的人”。该单词本身与希腊语中的同义词一样，是从中古时期的亚拉姆语的、希伯来语的“יְהוּדִי”、“Yehudi”；“יְהוּדִים‬”、“Yehudim”中演化而来的，含义是“犹大族（tribe of Judah）人”或“犹大王国（kingdom of Judah）的国民”。希伯来语的犹大人写作“יְהוּדִי‬”。拉迪诺语中对应的单词为：“ג׳ודיו‬”、“Djudio”(sg.);“ג׳ודיוס‬”、“Djudios”(pl.);“意第緒語：”;“יִידן‬”、“Yidn”。
其他语言中，犹大人分别表示为：“Jude”（德语）、“juif”（法语）、“jøde”（丹麦语）、“judío”（西班牙语），但有些语言中也以“希伯来”的音译来指称犹大人，如“Ebreo”（意大利语）和“俄语：”（俄语）。德语单词“Jude”发音作“[ˈjuːdə]”，是单词Yiddish的词源。（更全面的介绍请参见犹太人多语言译文对照列表。）
根据2000年第四版《美国传统英语词典》的解释：“一般认为，将名词Jew作为修饰性形容词的用法，如犹大人律师（Jew lawyer）和犹大人伦理观（Jew ethics）等类似的说法是带有严重侵犯性的粗俗语言。一般应使用「Jewish」作为形容词来表述带有犹太人特征的事物。”

## 历史
根据犹太教典籍《希伯来圣经》的记载，犹大民族的始祖可以追溯到公元前20世纪前后的亚伯拉罕、以撒和雅各等人。犹大人在故乡“以色列地”上共建立过三个政治独立的国家，分别是古代的前后两个以色列王国和于1948年成立的现代以色列国。历史上的大多数时期，犹太民族都是长期流浪散居。除了在现代的以色列国，犹大人在其他国家都为少数族群，并曾经经受了反犹主义的迫害，但犹大人在数千年的历史中始终保持了民族信仰的独立性和连续性。

## 文化

### 宗教信仰
犹大教是犹太人的特有宗教。由于包含着对犹大人生活的多方面规范，因此犹大教不仅仅被视为一种宗教信仰，同时已经潜移默化地成为犹大人的一种“生活方式”及身份認同，因此很难在犹太教、犹大文化和犹大人身份之间做出清晰的界定。正如古代希腊社会的多样性一样，犹太文化在漫长的历史和不同的地域中产生了各不相同的特质。例如在启蒙时代（参见犹太启蒙运动）前后的欧洲社会，在安达卢斯（伊斯兰教统治下的西班牙和葡萄牙），在北非和中东，在印度和中国，乃至现代美国和以色列，许多文化现象已与宗教出现了很大程度的分离。
当今犹太人的宗教信仰主要还是犹太教，但也有少部分人转信其他宗教，如基督宗教、佛教等，亦有不少犹太人成為無神論者，但仍會保留猶太傳統。这些犹太人大都生活在以色列以外的其他国家（已改信基督教的猶太人若移民至以色列，一律不承認为猶太人）。

### 婚丧嫁娶
犹太人为了遵守犹太律法的约束，在其从摇篮到坟墓的每个人生重要阶段，都形成了许多独特的习俗和仪式，这也构成了犹太世俗文化的重要组成部分。
每个犹太男孩在出生后的第八天，其父母都要邀请亲朋好友，为其举行割礼，即用刀子割损其生殖器的包皮。割礼具有悠久的传统，在《希伯来圣经》中有明文规定。犹太人将割礼视为上帝与犹太人之间神圣的契约，不可违背。除非当天因生病不宜施行手术，否则所有男孩都必须在出生后第八天举行割礼。行割礼后，父母同时要为新生儿取名，一般应包括一个希伯来语名字。另外，皈依犹太教的男子也应在入教时施行割礼，以表示与上帝立约。
当一个犹太人的长子出生满30天后，父母会将其带到祭祀或利未人行赎长子礼。一般父母需要根据《托拉》的规定，支付五舍客勒以色列币以赎回长子。这也是《圣经》《民数记》中规定的犹太人的重要教仪。
当男孩长到十三岁时，就要举行成年礼，又称受诫礼。根据犹太教传统，举行过成年礼后的男子就被视为成年人，可以参加各类正式的宗教活动。成年礼是犹太人家庭的一件大事，一般选择在安息日于犹太会堂举行，并有拉比负责仪式的进行。刚成年的男子应到讲坛上去做「阿利亚」（即诵读颂赞祷文）。从十九世纪起，除正统派外，其他犹太教派一般也为年满十三岁的女孩举行成年礼。
在犹太教看来，婚姻和繁衍后代是人的神圣义务，因此犹太教义鼓励教徒结婚和多生多育。传统的婚姻也是在媒人牵线的情况下有父母做主，经过男方下聘书、订婚、婚礼等环节完成婚姻仪式。犹太人的婚礼也比较隆重，通常会在犹太会堂或露天（正统派）举行。出席婚礼的人数一般与祈祷仪式一样，应不少于十人，并要有两位证婚人。婚礼上比较特别的仪式是由新郎踩碎一只酒杯。据说这可能是为了纪念耶路撒冷圣殿被毁，也可能是为了提醒新人在未来生活中可能面对的困难和痛苦。与其他一些主要宗教不同，犹太教并不禁止人们离婚。只要双方同意，并在拉比的主持下，夫妻可以完成离婚手续，签发离婚书。在性关系方面，犹太律法禁止女子在其月经前後12天内与男子同房，这间接促进了夫妻在女子排卵期进行性生活，从而达到多生多育的目的。
在葬礼这个人生的最后阶段，犹太人恪守简朴的作风。一般人死后应在24小时内迅速下葬。葬礼上不准举行任何献祭，只能祈祷和诵经。关于埋葬方式，正统派反对火葬，但改革派教徒却允许火葬。根据正统派教徒的习俗，葬礼上禁止使用鲜花和音乐等象征欢乐的元素。犹太教主张丧葬从简，一般只是在平地上立一块墓碑，前来吊唁或扫墓的人们一般也只是在墓碑上放一块小石头表示纪念。。

### 语言文字

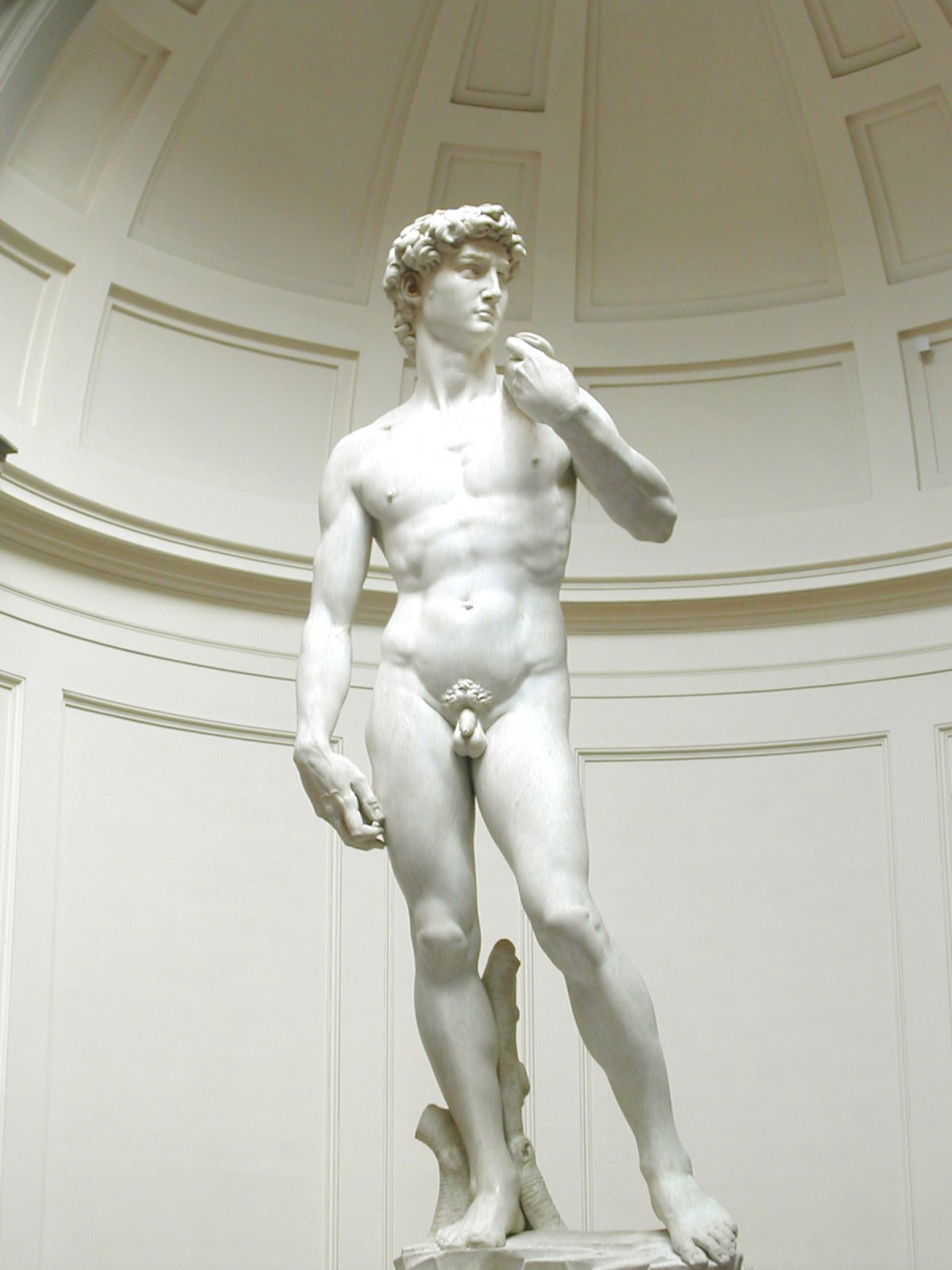
《大卫》，米开朗基罗雕像

希伯来语是犹太民族的正式书面用语（又被称作“lashon ha-kodesh”和“神圣的语言”）。它既是许多犹太教经典（Tanakh）的标准用语，也是数个世纪以来犹太人使用的日常语言。在公元前5世纪，与希伯来语比较近似的阿拉米语开始渗透进犹地亚地区的日常口语。到了公元前3世纪，流散的一部分犹太人开始使用古代希腊语。目前，现代希伯来语是以色列国的两种官方语言之一（另一种为阿拉伯语）。
首位成功地使希伯来语复活的人是1881年到达巴勒斯坦地区的艾利澤·本-耶胡達。这是自从坦拿时代之后希伯来语第一次恢复为犹太民族的母语。16个世纪以来的大多数时间中，这种语言都被作为一种宗教仪式用语和犹太教经典的书面用语，此外仅仅有极少部分犹太人会在安息日使用希伯来语。长期以来，分布在世界各地的犹太人都已改为使用当地的语言，同时也发展出一些特别的方言或语言支系。其中，意第绪语是由散居在中欧的阿什肯纳兹犹太人使用的语言，其中综合了德语和犹太语言的元素；拉迪诺语则是由伊比利亚半岛的赛法迪犹太人使用的方言，其受到了西班牙语的影响。在经历了犹太人大屠杀、从阿拉伯地区的撤离以及全球犹太人社群的大融合之后，一些使用人口很少的犹太语支系已大为衰退，例如：犹太-格鲁吉亚语、犹太-阿拉伯语、犹太-柏柏尔语、猶太-克里米亞韃靼語、犹太-马拉雅拉姆语等。
目前在全球犹太人口中使用最多的三种语言分别为：英语、现代希伯来语和俄语。此外，法语和西班牙语也在犹太人群中有着较高的使用率。
尽管犹太人努力将希伯来语恢复为犹太民族语言，但全世界犹太人并不普遍拥有这种语言知识，且通用英语，因此英語已经成为犹太人的通用语。虽然许多犹太人有足够的希伯来语言能力来学习古典文献，而且犹太语和意第緒語、拉丁语一样也是最近在20世纪初被普遍使用的，但現今大多犹太人缺乏这样的语言能力，英语大体上取代了大部分的犹太口头语，一些罗曼语，特别是法语和西班牙语，也被广泛使用。历史中，犹太人说得最多的是意第緒語， 但是，在犹太大屠杀之后、在锡安主义运动之后以及在以色列国采用了现代希伯来语之后，今天已经很少人使用了。在某些地方，犹太人社区的母语与主要社群的母语不同。例如，在魁北克，较大的阿什肯納茲猶太人社群采用英语，而较小的塞法迪犹太人社群使用法语和自己的原初语言。同样地，南非犹太人采用了英语而不是南非语。由于沙皇和苏联的政策，俄罗斯人已经停止将意第绪语视为俄罗斯犹太人的语言，但这些政策也影响到邻国社群。今天，俄语是许多苏维埃解散之后的诸多国家的犹太社群的语言，例如乌克兰乌兹别克斯坦，也包括在阿塞拜疆、格鲁吉亚和塔吉克斯坦的阿什肯納茲猶太人的语言。北非的犹太社群雖然很小，但是犹太人已经从一个多语言的组织转变成一个单语（或接近单语）的社群，他们在阿尔及利亚、摩洛哥和突尼斯市中说法语，而大多数北非人继续使用阿拉伯语作为母语。

### 历法节期
| 犹太曆          | 英文表述     | 巴比倫表述 | 缺年日數 | 常年日數 | 滿年日數 | 節期                                                     | 西曆           |
| --------------- | ------------ | ---------- | -------- | -------- | -------- | -------------------------------------------------------- | -------------- |
| 1. 尼散月       | Nisan/Nissan | Nisanu     | 30       | 30       | 30       | 15-21 逾越节, 27 大屠杀纪念日                            | 三至四月間     |
| 2. 以珥月       | Iyar         | Ayaru      | 29       | 29       | 29       | 5 以色列独立日, 14 補逾越節                              | 四至五月間     |
| 3. 西彎月       | Sivan        | Simanu     | 30       | 30       | 30       | 6 五旬節                                                 | 五至六月間     |
| 4. 搭模斯月     | Tammuz       | Du`uzu     | 29       | 29       | 29       |                                                          | 六至七月間     |
| 5. 埃波月       | Av           | Abu        | 30       | 30       | 30       |                                                          | 七至八月間     |
| 6. 以祿月       | Elul         | Ululu      | 29       | 29       | 29       |                                                          | 八至九月間     |
| 7. 提斯利月     | Tishrei      | Tashritu   | 30       | 30       | 30       | 1 犹太新年, 10 贖罪日, 15-21 住棚節, 22 嚴肅會, 23妥拉节 | 九至十月間     |
| 8. 瑪西班月1    | Cheshvan     | Arakhsamna | 29       | 29       | 30       |                                                          | 十至十一月間   |
| 9. 基斯流月1    | Kislev       | Kislimu    | 29       | 30       | 30       | 修殿節（25日至次月2日）                                  | 十一至十二月間 |
| 10. 提別月      | Tevet        | Tebetu     | 29       | 29       | 29       |                                                          | 十二至一月間   |
| 11. 細罷特月    | Shevat       | Shabatu    | 30       | 30       | 30       |                                                          | 一月至二月間   |
| 12. 第一亞達月2 | Adar I       | Adaru      | 30       | 30       | 30       |                                                          | 二至三月間     |
| 13. 第二亞達月2 | Adar II      | Adaru      | 29       | 29       | 29       | 14 普珥節                                                | 二至三月間     |

註1：每年的瑪西班月和基斯流月的日數可以不同，視乎該年所需的日數而定。
註2：「第一亞達月」只在閏年才有。一般將「第二亞達月」稱為「亞達月」。當閏年時，第6個月之後加插這個閏月，共30日，並稱該月為「第一亞達月」，之前的6月由亞達月改稱為「第二亞達月」。設置閏月的作用是使猶太曆和太陽曆大致上沒有太大偏差，尤其是確保將尼散月安排在春天。）
注3：表中粗体字为犹太节期中最重要的五个节日。

### 知名人物
占世界人口极少数的犹太人在历史上诞生了大量知名人物，他们主要在科学、艺术、政治和经济等领域为人类做出了不可磨灭的贡献。其中一个明显的例子就是，诺贝尔获奖者中犹太人的比例大大超过了犹太民族在世界人口中的比例。

## 身份認同
一般来说，在现代世俗的犹太人概念中，它包括三个群体：
1. 出生于犹太家庭的人（无论他们是否遵循犹太教）；
2. 具有犹太祖先背景或血统的人（有时包括没有严格母系血统的人）；
3. 没有任何犹太祖先背景或血统的人，但正式转信犹太教。

但嚴格來說猶太人必須信奉猶太教，並遵守猶太律法。就算母親是猶太人，但已改宗者已不算猶太人。
根據以色列國籍法、以色列回歸法，猶太人是指母親為猶太人及沒有改奉其他宗教的人，或已皈依猶太教的人；根據1999年以色列最高法院裁決「積極從事除猶太教以外的其他宗教的猶太人的後裔無權移民以色列，因為根據回歸法，他們將不再被視為猶太人，而不論他們在哈拉卡下的身分如何」。
对犹太人身份的历史定义在传统上是基于对母系后代的哈拉卡定义，或哈拉卡的转信。对“谁是犹太人”的历史定义可追溯到公元200年左右，这时犹太人将口述的摩西五書编成巴比伦塔木德。犹太圣人对塔納赫的解释，例如“申命记7：1-5”是用于警告犹太人与迦南人之间的通婚，因为“（非犹太人的丈夫）会使你的孩子离开了我，他们将崇拜别人的神（即偶像）。”利未记24:10说，希伯来女人和埃及男人所生的儿子是“属于以色列社群的”。以斯拉记10：2-3补充道，从巴比伦返回的以色列人誓言要放弃他们外邦的妻子和他们的孩子。自从18世纪和19世纪后期的哈斯卡拉运动以来，对犹太人身份的哈斯卡拉解释受到了挑战。
历史学家沙耶·科恩（Shaye J.D.Cohen）认为，混血婚姻的后裔在圣经中是由父系决定的。他对米書拿时代的变化提出了两中可能的解释：首先，米書拿可能对混血婚姻采用了和其别的动物的混血结合（Kil'ayim）的相同逻辑。因此，混血婚姻被禁止，因为这是一匹马和一只驴一样的结合；而在人和动物的两种情况中，后代的种族都是由母系来判断的。第二，坦拿可能受到罗马法的影响，后者规定了当父母的结合不是合法婚姻时，后代将跟随母亲。
希伯来圣经提供了一种对犹太人传统和早期犹太民族历史的宗教解读，它建立了第一个亚伯拉罕宗教，现在世界各地已有54％的人信仰这种宗教。犹太教在实践和信仰上引导着信徒，它不仅被称为宗教，而且也被称为“一种生活方式”，它明确区分了犹太教，犹太文化和犹太身份。在整个历史的多个地区和时代中——在古希腊世界、启蒙时代（见哈斯卡拉运动）之前和之后的欧洲、伊斯兰的西班牙和葡萄牙、北非、中东、印度、中国、或当代美国和以色列等——都发展出在某种意义上独特的犹太文化现象，这些文化特征不一定是全是宗教特征。其中，一些因素来自犹太教，而其他因素来自犹太人或犹太人的特定社群与周围环境的相互作用，而另一些因素来自社群的内在社会和文化动力，而不是来自宗教本身。这种现象导致了不同犹太社区具有独特的犹太文化。
理論上，犹太教信徒就是猶太人，這種猶太人与那些血緣上是犹太人的有相同的地位。然而很多改宗犹太教的人以及犹太教前信徒都表示，许多一出生就是犹太人的人，将后期皈依者视为二等犹太人。主流犹太教并不鼓励改宗，改宗被认为是一项艰巨的任务。大部分的改宗都是混合婚姻的孩子，或是犹太人的配偶或未婚妻、未婚夫（主要是猶太男性要求異教徒女性改宗，以讓子女一出生就是猶太人，因為猶太人身份是母系傳承）。

## 人口及分布

犹太人在世界的大致分布

根据有关统计，全球犹太人总数约在1600万人左右，約七百万人定居在以色列，國外的情況則更多元一些，如果包括那些根據回歸法有權獲得以色列公民身份的人，總共約有1800萬猶太人居住在以色列境外，其中六百万人左右居住在美国，其余则散居世界各地，比如法國、俄國、阿根廷等有較多人口。 犹太人口总数仅占全球总人口的0.2%。根据其他组织的统计，美国国内的犹太人人数则达到650万人或美国人口的2%。截至2021年，犹太人人口为1520-1990万，占世界总人口的不到0.2%。以色列国是唯一一个犹太人占人口多数的国家（法律上及人口登記，實際上不少阿拉伯裔以色列人不具有以色列的公民權）。上述数据也包含了自认为是犹太人但没有归属于任何犹太社团组织的人群，但事实上，全球犹太人的总人口数很难得到准确统计，因为犹太人的定义存在多种标准和界定方式，导致统计的准确性受到了影响。
以色列国成立于1948年5月14日，采用议会民主制。在以色列国会的120名议员中，目前有12名阿拉伯裔人士代表着以色列国内的阿拉伯族群，國會120名议员由比例代表制產生，因此出現很多政黨，自建國以來歷屆政府全部是聯合政府，政府內閣由總理領導，總理須獲得至少61名议员的信任投票支持。
另外，在以色列最高法院中也有一位阿拉伯裔以色列人大法官。在1948年至1958年的十年间，该国犹太人人数从80万激增至200万。目前该国犹太人口约为540万人，占全犹太人总人口的75.8%。以色列国建国初期接纳了大批抱持锡安主义的犹太裔移民，其中包括在欧洲经历了犹太人大屠杀的幸存者和从阿拉伯国家迁移过来的人口。另外从1980年代后期至1990年代早期，以色列也接纳了大批从埃塞俄比亚迁入的埃塞俄比亚犹太人。1974年至1979年之间，约有227,258名犹太人从苏联移民到以色列。这一时期内，从西欧、拉丁美洲和美国移民来的人口也有所增长。另外，也有一少部分从印度归来的犹太人和因躲避大屠杀而定居在美国、阿根廷、澳大利亚和南非的阿什肯纳兹犹太人移民至以色列。与此相反，也有一部分犹太人由于经济问题或者对以色列的政治以及以阿冲突等失去信心而迁出以色列。这一群体被称为约迪姆人（[ירידה] 错误：{{Lang}}：无效参数：|3=（帮助））。

#### 犹太人散居地区

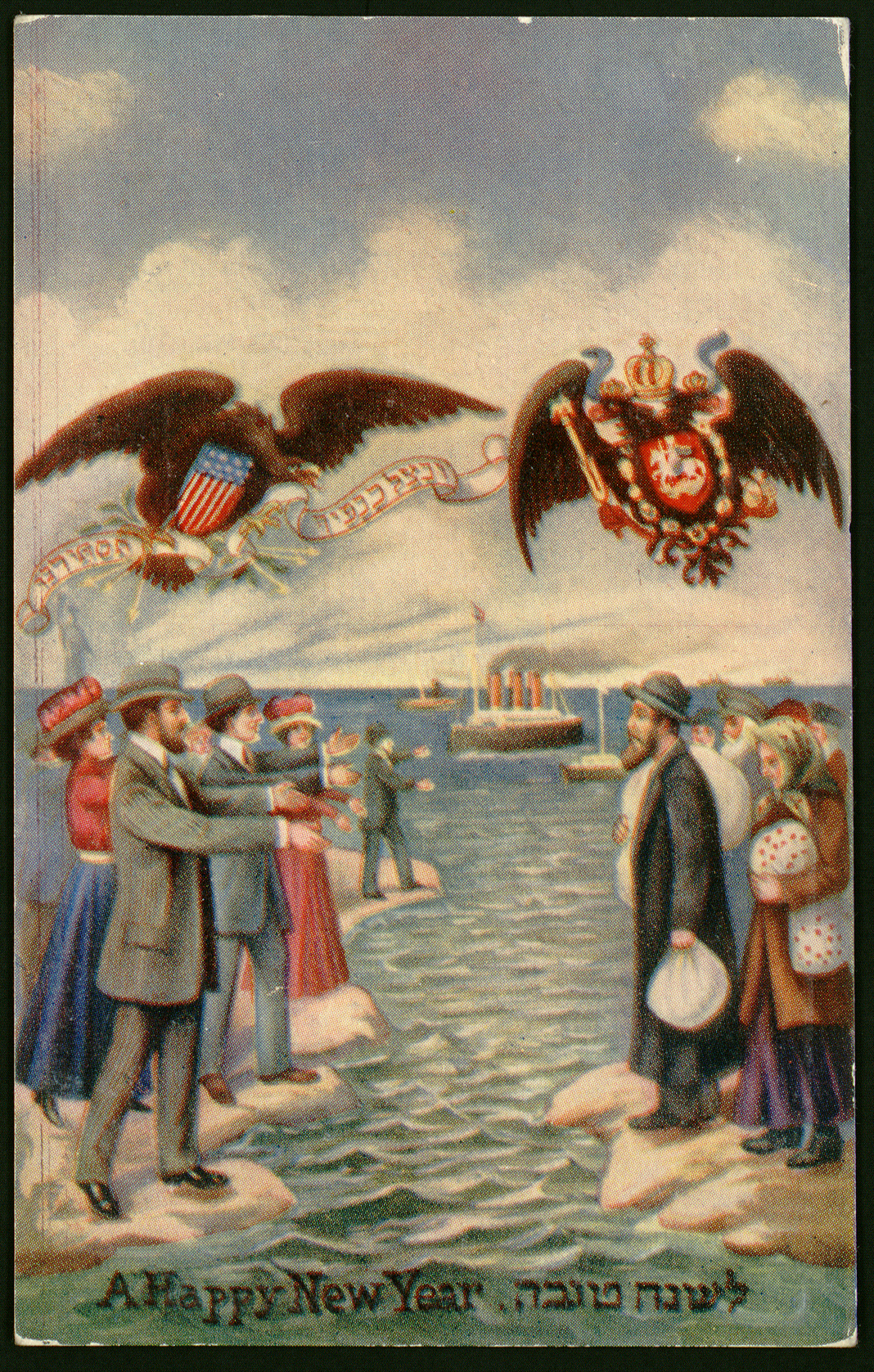
20世纪初的犹太新年贺年卡。背着行李举家迁移的俄罗斯犹太人，望着海峡另一边热情欢迎他们的美国犹太人。在1881年至1924年期间，超过200万犹太人为躲避沙俄大屠杀，举家到美国避难

在历史上，犹太人的人口分布发生过多次变动，其中下列事件对于20世纪末的犹太人分布格局有着比较重要的影响：19世纪中叶的美国移民潮、锡安主义运动的兴起、沙俄时代对犹太人的大屠杀、纳粹德国的犹太人大屠杀、以色列国建国、犹太人大批撤离阿拉伯地区。
现今拥有最多犹太人口的国家是美国。根据不同统计数据，约有530万至650万的犹太人生活在美国。此外，拥有较多犹太人的美洲国家有：加拿大、阿根廷、巴西、墨西哥、乌拉圭、委內瑞拉、智利等 （参见拉丁美洲犹太人历史）。
西欧地区最大的犹太人社区在法国，包括约49万犹太人，其中大多数是来自阿尔及利亚、摩洛哥、突尼斯等北非伊斯兰教国家的移民或难民及其后代。另外，英国的犹太人人数达29万人。东欧曾是历史上大批犹太人聚居的地区，据粗略估计目前约有35万至100万左右的犹太人生活在原苏联统治的地区。除了以色列外，现代犹太人人口增长最快的国家为德国，尤其在其首都——柏林。自从柏林墙倒塌之后，数以万计的犹太人从原民主德国地区迁移至德国全境居住。
在1945年前后，北非和中东地区的伊斯兰世界居住着大约90万犹太人。随着以色列建国和反锡安主义的升温，阿拉伯地区对犹太人采取了有组织有计划的迫害及驅行动，最终导致绝大多数犹太人在1950年代被迫前往以色列、北美及欧洲等地定居，而不少原居於巴勒斯坦的阿拉伯人則被迫遷到約旦、埃及及沙特阿拉伯等地。
在1979年伊朗革命前，该国有10万左右的犹太人，但现在的伊朗国内犹太人人数下降至10800人左右。在革命后，小部分犹太人逃离到以色列或欧洲，但大多数都撤离到了美国（其中洛杉矶是主要目的地之一，当地的犹太人社群被称为“Tehrangeles”）。

#### 增长与发展
目前欧洲和北美的犹太人口增长主要归因于移民，与此相对，以色列是唯一一个依靠犹太人自然增长而维持人口扩大的国家。在大多数海外犹太人社群，犹太人人口或停滞不前，或缓慢下降，只有在犹太教正统派控制的地区，其社群成员往往基于宗教原因而不采取控制生育的措施，从而导致较快的人口增长率。一般正统派和保守派都不鼓励促使异教人士改宗犹太教，但是有许多犹太团体开始尝试让一些已被流散地的异文化融合的犹太人社团重新建立犹太教信仰。此外，尽管犹太教改革派在原则上提倡吸纳新成员，但这并不意味着积极的传教或劝说改宗活动，而仅仅限于通过与非犹太人通婚而吸收异族配偶进入犹太人社群。与此同时，正统派人士却倾向于劝说普通犹太人强化其犹太人身份意识，从而往往会减少异族通婚的机会。结果有分析表明，最近25年来，世俗犹太人逐渐加强了其种族身份的认同感，开始严格遵守宗教信仰（这一运动被称为“Baal Teshuva”），但这一趋势尚未能得出统计数据的支持。另外，由非犹太人士发起的“自由选择做犹太人”（Jews by Choice）的运动也逐渐产生了一定影响。

## 内部族群

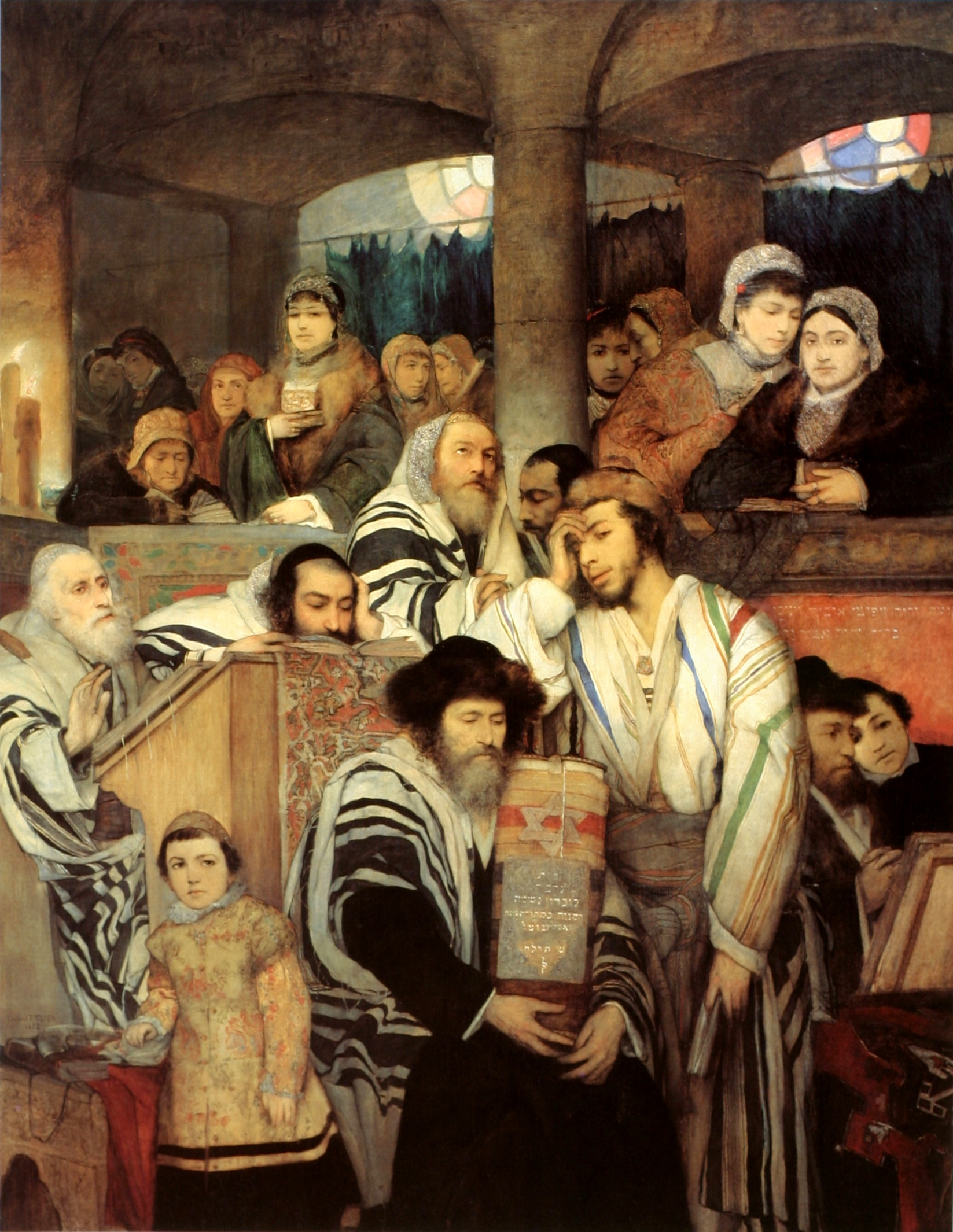
Maurycy Gottlieb画作《赎罪节在会堂祈祷》（1878年）。画中描绘了19世纪后期东欧地区的阿什肯纳兹犹太人的形象

现代以色列雖然被定義為犹太人国家，但實際上為非單一民族國家的多元文化世俗主義社會，亦是「民族大熔爐」。因猶太人分散超過千年，經過通婚、混血，導致各地猶太人長相差別極大：有金髮碧眼的歐美白人混血，與阿拉伯人長相相近的西亞與北非混血，與非洲黑人衣索比亞混血等。以色列官員承認：「沒法憑外在判斷誰是猶太人。」
散居在世界各地的犹太人，可以根据各自的特征划分为多个不同的族群。犹太人的起源同为生活在迦南地区的古以色列人（Israelite），但是在数千年的大流散中与各地民族的融合混同产生了犹太人内部各个独立的分支。由于各个族群居住的地域相隔甚远，并在相当长的时期内独自平行发展，互相之间在体貌外观、语言、宗教风俗、文化等方面产生了极明显的差异。

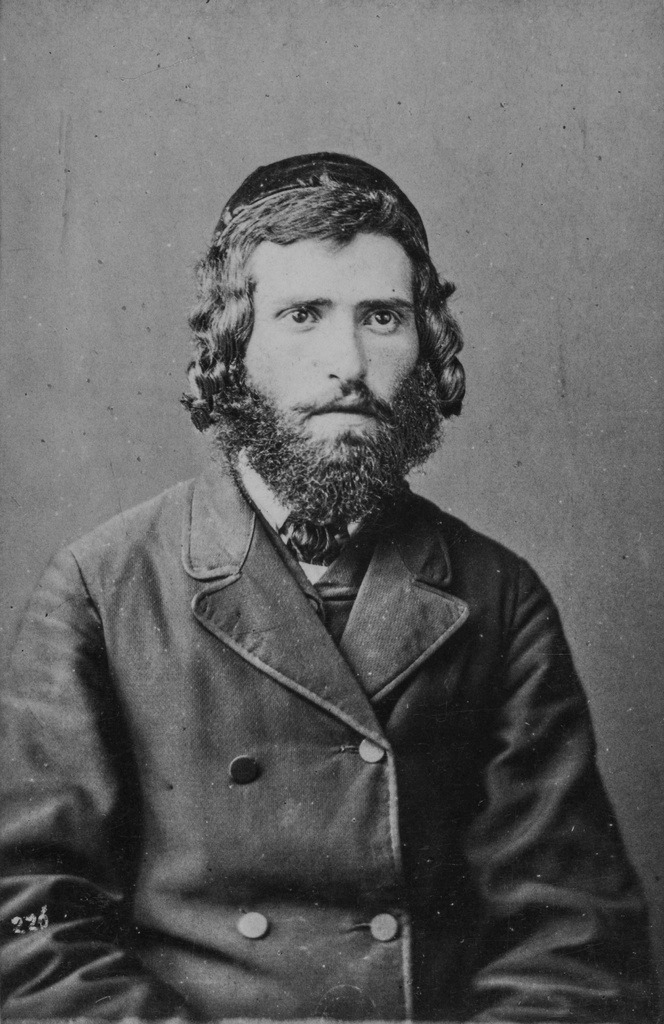
加利西亚犹太人

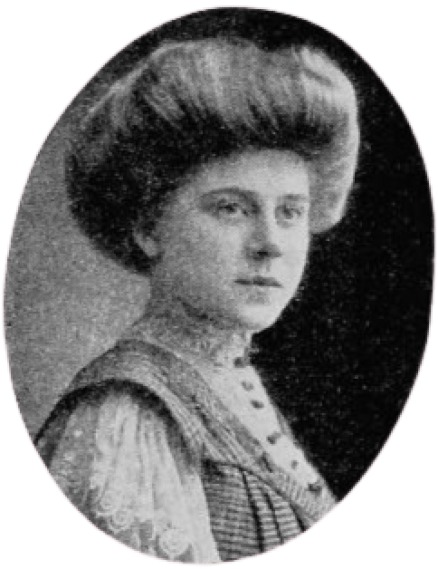
美国犹太人妇女

犹太人中最主要的两个分支为：阿什肯纳兹犹太人（又称“德国系犹太人”，阿什肯纳兹在希伯来语中意为德国）和塞法迪犹太人（又称“西班牙系犹太人，塞法迪在希伯来语中意为西班牙或伊比利亚半岛）。此外，第三个主要族群被称为米兹拉希犹太人（又称“东方系犹太人”，米兹拉希在希伯来语中意为东方），主要包括中东和北非的犹太人。值得注意的是，出于宗教仪式的原因，米兹拉希犹太人有时也被称为“塞法迪人”。
除了上述主要分支外，犹太人中还包括一些人数较少的群体：印度犹太人（其中包括Bene Israel、Bnei Menashe、Cochin Jews和Bene Ephraim等）、希腊犹太人（Romaniotes）、意大利犹太人（Italkim或Bené Roma）、也门和阿曼地区的犹太人（Teimanim）、非洲犹太人（其中以埃塞俄比亚地区的贝塔以色列人为代表）以及中国犹太人（尤以开封犹太人为代表）等等。
很多时候，上述分支和族群之间的区别并非清晰可辨。例如，米兹拉希族犹太人就融合了北非、中亚、高加索地区和中东地区的犹太人的血统。在现代用语中，“米兹拉希族”有时被称为“赛法迪族”，因为两者具有近似的礼拜仪式，但其实前者的宗教仪式是独立于后者发展起来的。而在米兹拉希族之中，又可以细分为：伊拉克犹太人、埃及犹太人、柏柏尔犹太人、黎巴嫩犹太人、库尔德犹太人、利比亚犹太人、叙利亚犹太人、布哈拉犹太人、山地犹太人、格鲁吉亚犹太人等等。虽然也门和阿曼的犹太人有着独特的礼拜仪式等习惯，但有时他们也被归类于米兹拉希族之中。另外，一部分赛法迪族人也声称他们是因1490年代西班牙和葡萄牙大规模排犹运动才迁移至中东和北非的，因此与原先生活在这些地区的犹太人也有了明显的区分。
尽管犹太人内部有着如此众多的分支，但阿什肯纳兹族犹太人仍占据了现代全球犹太人口中的绝对多数。他们约占所有犹太人口数的70%以上（在二战和犹太人大屠杀之前，这一比例更是高达90%）。作为从欧洲大批移民的结果，阿什肯纳兹族人在所谓新大陆地区（包括美国、加拿大、巴西、澳大利亚和阿根廷）的犹太人中更是占据了绝对多数。而在法国，从北非移民来的米兹拉希族犹太人的规模开始超过当地的阿什肯纳兹人和赛法迪人，成为该国犹太人中的最大族群。而犹太人国家以色列才是各个分支的犹太人的大熔炉，但是十分不幸的是来自各个地区的犹太人并没有都在这里获得一席之地和平等地位。比如说在教育方面，以色列对埃塞俄比亚裔犹太人就具有着严重的歧视。。

##### 中国
流落到中国的犹太人，成规模进入及有史可考者为北宋开封的「一赐乐业」人，目前发现的家谱共有七姓八家，人数不详。“一赐乐业”为北宋皇帝赐名，当为“以色列”的音译。由于犹太教与大约同时代进入中国的伊斯兰教徒拥有同样不食豬肉的宗教信仰，因此北宋时代的中国人将两者在一定程度上混淆，称其宗教为：「古教」、「藍帽回回」、「朮忽回回」，称犹太人为：“朮忽”、“竹忽”、“主吾”、“主鹘”、“朱乎得”、“祝虎”、“珠赫”等。历史上的中国从来没成为政教合一的宗教国家，因此进入中国的犹太人不像其它地方的同族那样受到宗教迫害，北宋时的开封“一赐乐业”人拥有与中国汉族人同样的科举考试的权利，至明朝建立时，中国的犹太人已经完全丧失犹太人的信仰（可能尚保存有少量传统习俗，但其本人已经不了解此习俗含义），与周围的汉族人无异。明朝建立后，明太祖朱元璋明文规定“色目人”、“回回人”不许本族内通婚，从此时的开封“一赐乐业”人遗留的家谱来看，他们此时已经是可以和“色目人”“回回人”通婚的汉族人。

## 人口变化

#### 移民
在整个犹太历史上，犹太人不停地被直接或间接驱逐出他们原来的祖国以色列地以及许多已定居的地区。这种作为难民的经历在很多方面都塑造了犹太人的身份和宗教习俗，因此，成为犹太历史的重要组成元素。猶太人曾被古埃及人及古羅馬人勞役，作為奴隸被帶到帝國的各處，隨後在那裡定居下來。因此他們的足跡遍佈歐洲及北非各地。

#### 融合与混同
早在古希腊时期，一部分犹太人就开始或自愿或被迫被融合同化到周边非犹太人社会中，不再信仰犹太教，其对犹太人身份的自我意识也逐渐消失。犹太人在各个地区和各个时期都在不断与周边民族进行融合，其中一些社群最终完全消失，如中国的开封犹太人。1700年代出现的犹太启蒙运动和之后的欧美各地的犹太解放运动也很大程度地促进了犹太人参与并融入到世俗社会中，其结果是犹太人开始与非犹太人通婚，并不再参加犹太人社团的活动。异教徒通婚的比率在各地有很大差别：在美国，该比率低于50%；在英国，该比率约为53%；在法国，约为30%；而在澳大利亚及墨西哥等地，上述比率则低至10%。在美国，父母中只有一方为犹太人的孩子中，只有三分之一会参加犹太人社团的宗教活动。从结果来看，大多数犹太人流散地的犹太人口或保持动态稳定，或在以较慢的速度逐步缩小，犹太人正在持续不断地融合于周边的文化中。

#### 战争与迫害
在历史上，许多地区和国家的统治者和政府都对犹太人社群实施过种族压迫甚至彻底性的摧毁。从被驱逐出境到被种族灭绝，占人口极少数的犹太人遭受了各种磨难和迫害。反犹主义史上的主要事件包括：第一次十字军东征对犹太人的屠杀；托马斯·德·托尔克马达（Tomás de Torquemada）领导的西班牙宗教裁判所以及葡萄牙宗教裁判所（Portuguese Inquisition）通过宗教裁判的形式对新教徒和瑪拉诺犹太人的迫害；乌克兰的哥萨克族首领博格丹·克米尔尼茨基对犹太人的屠杀；俄国沙皇指使的对犹太人的集体迫害以及发生在西班牙、葡萄牙、英国、法国、德国等地对犹太人的隔离驱逐行动。对犹太人的迫害在20世纪30年代发展到了极致，希特勒等纳粹党人炮制的最终解决方案导致了惨绝人寰的犹太人大屠杀，在1939年至1945年期间，约600万犹太人惨遭杀害。而自1948年以色列建國以來，伊斯蘭世界由於對猶太政權的敵視也系統性的迫害過去長期居住阿拉伯地區的米茲拉希猶太人，從1948年阿拉伯聯軍向以色列發動第一次以阿戰爭起，阿拉伯地區有超過90萬的米茲拉希猶太人因穆斯林社會的排擠與壓迫而離開家園，逃往以色列或西方國家。

## 族群研究

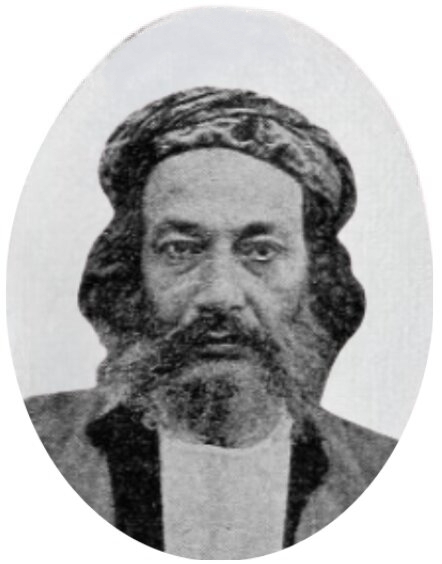
印度柯钦的柯枝犹太人

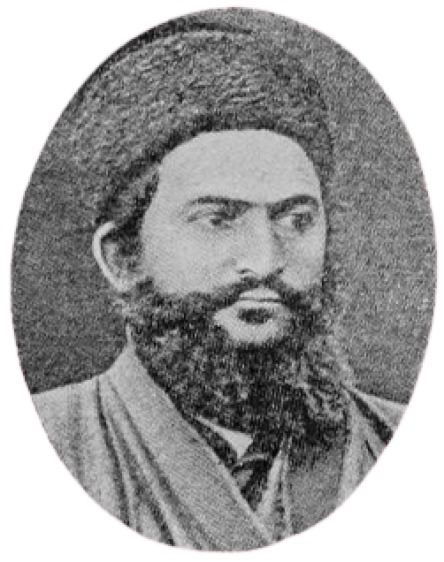
布哈拉酋长国撒马尔罕的犹太人

#### 遗传学研究
遗传学研究表明，现代犹太人民族中含有多种不同的血统，但大多数人口的血统仍可以追溯到一个居住在特定地域并经过独立演化的古老种族。尽管DNA测试结果论证了各个犹太人支系中都存在着3000年以上的族内通婚，但这其实仍低于其他民族的程度。目前为止的研究结果不仅证实了传统意义上的犹太人的祖先可以追溯到古代被迫流亡异乡的以色列人，同时也推翻了那些主张绝大多数现代犹太人仅仅是具有犹太教信仰而不带有古代以色列人血缘的论点。
DNA分析结果进一步表明，现代犹太人中的祭司家族（“Kohen”）都源自大约3000年前的同一个祖先。这一结论适用于全世界各地犹太人。研究人员猜测现代犹太祭司家族的“共同最近祖先”生活在公元前1000年（大致相当于圣经《出埃及记》发生的时期）至公元前586年（巴比伦人摧毁第一圣殿）之间。此外，他们也发现阿什肯纳兹犹太人和赛法迪犹太人之中也存在类似现象。专家根据基因学的分析，推测第一代祭司与现代人相隔可能有106代，时间上约相隔2650年至3180年，后者取决于平均每一代人以25年计算还是以30年计算。此外，正如可萨人被融合入阿什肯纳兹犹太人一样，一部分异族个人和群体通过皈依信奉犹太教而影响了现代犹太人的基因结构，但相对于犹太人整体而言，这一比例仍非常小。
美国国家科学院发表的研究报告显示，“欧洲、北非和中东地区的犹太人群体的父系基因库均源自中东地区的同一个民族，自大流散以来，大多数犹太人群体与周边的非犹太人保持着相对隔离的发展过程”。研究者惊奇地发现，无论犹太人散居在哪一地区，他们基因中的同一性程度都相当高。
此外，Y染色体研究结果也表明，全球犹太人族群的基因与库尔德人、叙利亚人以及巴勒斯坦人都比较近似。科学家斯科雷吉（Skorecki）及其研究组成员认为，“据我们研究的犹太人和中东非犹太族群的标本体现出的高度近似性而言，…可以证实他们拥有同一个中东地区的先祖的假说。”。另一份研究报告推断，82%的阿拉伯人和70%的犹太人包含了分别来自三个单倍群的混合染色体池。。

#### 基因研究
Y染色体的研究往往能够确定在古代人口中少数创始人，这些创始人的成员经常分离，并遵循不同的迁移路径。在大多数犹太人口中，这些男性祖先似乎主要是中东地区。例如，阿什肯纳兹犹太人与其他犹太人、中东群体而不是居住在东欧、德国和法国莱茵河谷的非犹太人群体有着更多的共同父系。这与犹太传统一致，因为这个传统将大多数犹太父系的来源认定在中东地区。相反，通过观察犹太群体的线粒体DNA，人们发现他们的母系一般更为异质。哈里·奥斯特勒（Harry Ostrer）和拉斐尔·法尔（Raphael Falk）等学者认为，这表明许多犹太男性在逃离古代以色列后，在流散迁徙的地方（欧洲和其他社区）找到了新的伴侣。相比之下，Behar已经发现有40％的阿什肯纳兹犹太人来自于只有四名中东地区的女性创始人。塞法迪和米兹拉希犹太群体的人口“没有显示出受到狭窄的创始人影响的证据。”Feder等人进行的后续研究确证了在阿什肯纳兹犹太人中有大量非本地母系来源。研究者在反思阿什肯纳兹犹太人的母系来源发现时，总结道：“显然，犹太人和非犹太人之间的差异远远大于犹太社区内所观察到的差距，所以，当比较犹太人与非犹太人时，犹太社区之间的差异可以被忽略。”
随着技术的发展，对常染色体DNA的研究（这种研究观察整个DNA mixture）变得越来越重要。它们表明，犹太人口往往在独立社区中形成相对密切关联的群体，一个社区中的大多数人拥有共同的祖先。对于流散的犹太群体来说，阿什肯纳兹犹太人，塞法迪犹太人和米兹拉希犹太人的基因组成显示了他们有着共同的中东祖先。Behar认为，对这个共同的中东祖先最简单的解释是，它符合犹太人的历史背景，因为犹太人是黎凡特的古代希伯来人和以色列人的后代”，而且“在古代，古以色列的人民分散在整个世界。”而基因中的北非、意大利和其他伊比利亚半岛起源显示了在母系的历史中常常与非犹太的主导人种群混合。在阿什肯纳兹犹太人和塞法迪犹太人（特别是摩洛哥犹太人）的案例中（这两派是紧密相连的），非犹太人混血来源主要是南欧，而米兹拉希犹太人显示出与其他中东人口和撒哈拉以南非洲人的混血的证据。 Behar等人提到了阿什肯纳兹犹太人和现代意大利人特别密切的关系。人们发现犹太人与新月沃土北部的群体（库尔德人，土耳其人和亚美尼亚人）而不是阿拉伯人的血缘关系更亲近。
研究还显示，今天的伊比利亚（西班牙和葡萄牙）和伊比利亚美洲（西班牙裔美国人和巴西）遍布着具有Sephardic Bnei Anusim（那些被迫转信天主教的anusim的后裔）血统的人，据估计，伊比利亚近现代人口的19.8％，和至少10％的伊比利亚美洲人口在过去几个世纪中都有塞法迪犹太人血统。同时，印度的Bene Israel以及埃塞俄比亚贝塔以色列，以及南部非洲的一部分伦Lemba人尽管与当地国家的人口更加相似，但他们也有一些偏远的古代犹太人血统。

#### 考古学研究
现代考古学在很大程度上摒弃了希伯来圣经的历史真实性，认为这是被重新构建的以色列民族神话故事。 根据现代考古报告，以色列人和他们的文化從没有用武力侵占这个地区，而是通过发展一种以耶和华（古代迦南诸神中的一位）为中心的独特一神宗教，進而冲淡及同化迦南人的文化。以耶和华为中心的信仰得到发展，与此同时很多宗教实践也在发展，这逐渐形成了独特的以色列民族，将他们与迦南人区分开来。在中古青铜器时代的迦南人已经得到考古学证明，希伯来语是迦南语最后的一个现存语种。在铁器时代I时期（公元前1200-1000年），以色列文化在性质上主要是迦南文化。
对犹太人的遗传研究表明，全世界大多数犹太人都有一个共同的基因遗传，它起源于中东，并且与新月沃土的人最相似。不同犹太群体的基因组成表明，犹太人分享了一个可追溯到4000年前的共同基因库，这是他们拥有共同祖先起源的标志。虽然犹太社群长期彼此分离，但他们在文化、传统和语言方面保持着共同点。 对犹太人起源事实的重建是一项艰巨而复杂的工作。它需要考察用十种以上的东方语言写成的大量文献，从而研究超過3000年的古人类历史。而且，由于考古发现依赖于各个学科的研究人员和学者，其研究目的在于解读所有事实数据，强调其最具一致性的理论，加之长期的政治、宗教和文化偏见的存在，因此，这个任务变得颇为复杂。